# 厚圆果海桐
厚圆果海桐（学名：Pittosporum rehderianum），为海桐花科海桐花属下的一个植物种。